# 200 m stylem grzbietowym
200 m stylem grzbietowym – najdłuższy dystans w tym stylu. Jest to konkurencja rozgrywana na igrzyskach olimpijskich.

## Mistrzostwa Polski
Obecny mistrz Polski:
- Radosław Kawęcki (2021)[1]

Obecne mistrzynie Polski:
- Laura Bernat (2021)[2]

## Mistrzostwa świata(basen 50 m)
Obecny mistrz świata:
- Ryan Murphy (2022)

Obecna mistrzyni świata:
- Kaylee McKeown (2022)

## Mistrzostwa świata(basen 25 m)
Obecny mistrz świata:
- Jewgienij Ryłow (2018)

Obecna mistrzyni świata:
- Regan Smith (2024)

## Mistrzostwa Europy
Obecny mistrz Europy:
- Jewgienij Ryłow (2021)

Obecna mistrzyni Europy:
- Margherita Panziera (2021)

## Letnie igrzyska olimpijskie
Obecny mistrz olimpijski:
- Jewgienij Ryłow (2021)

Obecna mistrzyni olimpijska:
- Kaylee McKeown (2021)

## Rekord świata, Europy i Polski (basen 50 m)
|           | Imię i nazwisko   | Czas    | Miejsce ustanowienia       | Data            |
| Kobiety   |                   |         |                            |                 |
| WR        | Regan Smith       | 2:03,35 | Gwangju (Korea Południowa) | 26 lipca 2019   |
| ER        | Anastasija Zujewa | 2:04,94 | Rzym (Włochy)              | 1 sierpnia 2009 |
| RP        | Alicja Tchórz     | 2:09,74 | Rzym (Włochy)              | 31 lipca 2009   |
| Mężczyźni |                   |         |                            |                 |
| WR        | Aaron Peirsol     | 1:51,92 | Rzym (Włochy)              | 31 lipca 2009   |
| ER        | Jewgienij Ryłow   | 1:53,23 | Kazań (Rosja)              | 8 kwietnia 2021 |
| RP        | Radosław Kawęcki  | 1:54,24 | Barcelona (Hiszpania)      | 2 sierpnia 2013 |

## Rekord świata, Europy i Polski (basen 25 m)
|           | Imię i nazwisko      | Czas    | Miejsce ustanowienia             | Data              |
| Kobiety   |                      |         |                                  |                   |
| WR        | Kaylee McKeown       | 1:58,94 | Brisbane (Australia)             | 28 listopada 2020 |
| ER        | Katinka Hosszú       | 1:59,23 | Doha (Katar)                     | 5 grudnia 2014    |
| RP        | Zuzanna Herasimowicz | 2:04,86 | Ostrowiec Świętokrzyski (Polska) | 20 grudnia 2019   |
| Mężczyźni |                      |         |                                  |                   |
| WR        | Mitch Larkin         | 1:45,63 | Sydney (Australia)               | 27 listopada 2015 |
| ER        | Arkadij Wiatczanin   | 1:46,11 | Berlin (Niemcy)                  | 15 listopada 2009 |
| RP        | Radosław Kawęcki     | 1:47,38 | Doha (Katar)                     | 7 grudnia 2014    |